# Nyctereutes procyonoides viverrinus
Nyctereutes procyonoides viverrinus també conegut com a tanuki (en japonès: 狸, たぬき), és una subespècie del gos viverrí (N. procyonoides), tot i que algunes publicacions el consideren una espècie a part.
El gos viverrí japonès té un estómac relativament més petit i un pelatge més curt, que ofereix un menor valor d'aïllament que el dels gossos viverrins continentals. També se'n pot trobar de color blanc, tot i que és una raresa.
Al folklore japonès, els tanuki han tingut un paper important des de l'antiguitat. Els tanuki de les llegendes tenen fama de ser entremaliats i alegres, mestres de la disfressa i del canvi de forma, però una mica crèduls i distrets o despistats. Aquests animals també han estat habituals en l'art japonès, especialment com a subjectes per a estàtues. A l'obra del cineasta japonès Hayao Miyazaki hi figuren de manera prominent.